# 埃斯蒂斯·凱弗維爾

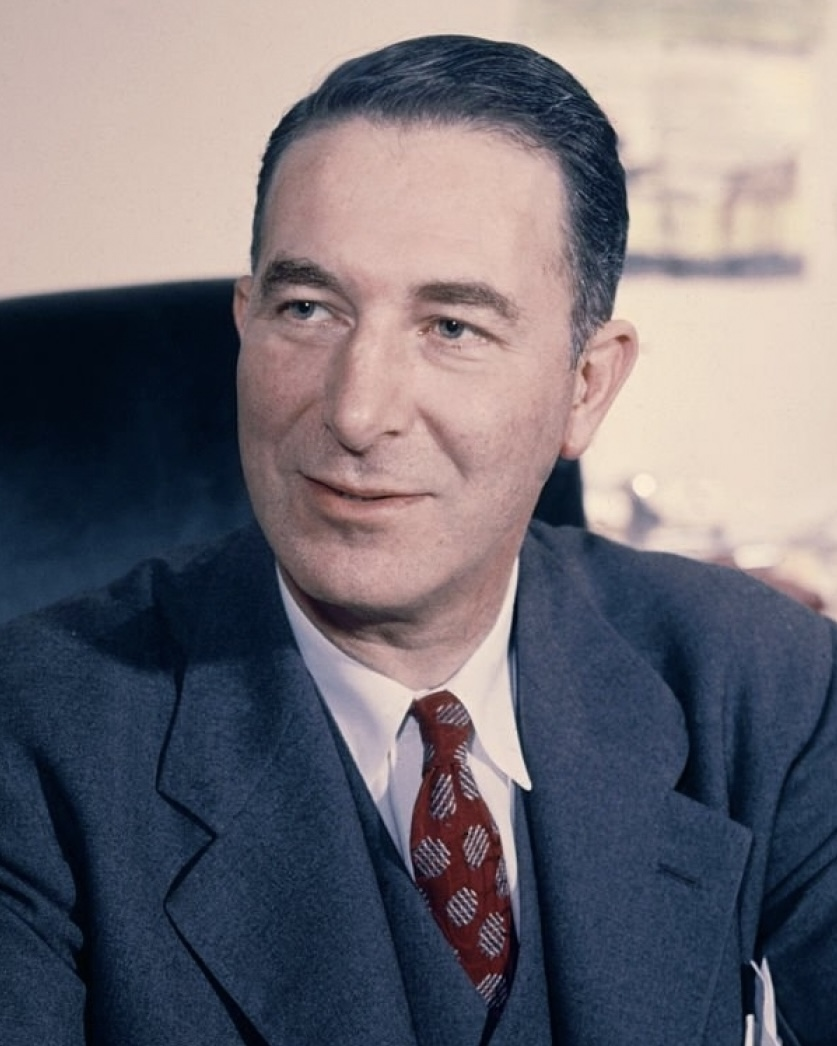
埃斯蒂斯·凱弗維爾

凱利·埃斯蒂斯·凱弗維爾（英語：Carey Estes Kefauver；1903年7月26日—1963年8月10日），美國民主黨政客，於1949年至1963年出任田納西州的參議員，他於1952年與1956年兩次選舉爭取黨內總統侯選人提名，皆未果，後被阿德萊·史蒂文森二世選為副手，角逐副總統大位，慘敗。